# فيليكس أنتونيس
فيليكس أنتونيس هو لاعب كرة قدم برتغالي في مركز الدفاع، ولد في 14 ديسمبر 1922 في باريرو في البرتغال، وتوفي في 6 يوليو 1998 في بريتوريا في جنوب أفريقيا. شارك مع منتخب البرتغال لكرة القدم. أما مع النوادي، فقد لعب مع نادي بنفيكا.

## وصلات خارجية
- فيليكس أنتونيس على موقع الاتحاد الدولي (مؤرشف)  (الإنجليزية)
- فيليكس أنتونيس على موقع قاعدة بيانات كرة القدم.إي يو (الإنجليزية)